# TransACT
TransACT Capital Communications est une entreprise de télécommunications basée en Australie, à Canberra, qui fournit des accès Internet haut débit, de la téléphonie fixe, des services de télévision par câble, et, plus récemment, des services de téléphonie mobile utilisant le réseau Vodafone. Elle fournit ses services à Canberra et un sous-ensemble de ces services à Queanbeyan et dans le Sud-Est de la Nouvelle-Galles du Sud. La société est en partie détenue par ActewAGL (la principale société de distribution d'eau et d'énergie dans le Territoire de la capitale australienne), et depuis février 2004 TransACT a transféré un grand nombre de ses fonctions administratives et de commercialisation à ActewAGL. 
L'entreprise a construit un vaste réseau de fibres optiques à travers les villes de Canberra et Queanbeyan où elle possède aussi un réseau aérien de distribution d'électricité et fournit des services à des clients dans un grand nombre de domaines.